# La La Land (Guided by Voices)
La La Land è il 38º album in studio del gruppo musicale statunitense Guided by Voices, pubblicato nel 2023.

## Tracce
Tutte le tracce sono state scritte da Robert Pollard.

1. Another Day to Heal – 1:49
2. Released into Dementia – 2:19
3. Ballroom Etiquette – 2:48
4. Instinct Dwelling – 2:47
5. Queen of Spaces – 3:01
6. Slowly on the Wheel – 6:00
7. Cousin Jackie – 4:02
8. Wild Kingdom – 3:21
9. Caution Song – 2:18
10. Face Eraser – 2:51
11. Pockets – 3:49

## Formazione
- Bobby Bare Jr. – chitarra, cori
- Doug Gillard – chitarra, cori
- Kevin March – batteria, cori
- Robert Pollard – voce, chitarra
- Mark Shue – basso, cori